# 4-溴苯甲腈
4-溴苯甲腈是一种有机化合物，化学式为C7H4BrN。

## 合成与反应
4-溴苯甲腈可由4-溴苯甲醛和盐酸羟胺在催化下反应得到；或由4-溴甲苯的氨氧化反应制得。
它在三氟甲磺酸的存在下可以三聚，得到2,4,6-三(4-溴苯基)-1,3,5-三嗪：